# Fiumicino
Fiumicino é uma comuna italiana da região do Lácio, província de Roma, com cerca de 50.441 habitantes. Estende-se por uma área de 213 km², tendo uma densidade populacional de 236,81 hab/km². Faz fronteira com Anguillara Sabazia, Cerveteri, Ladispoli, Roma.